# NGC 5694

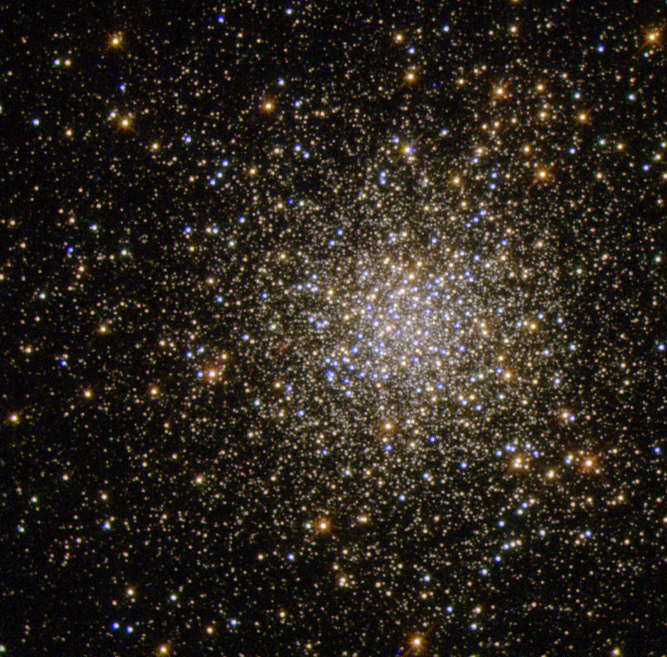
画像右寄りの星団。

NGC 5694（Caldwell 66）は、うみへび座にある球状星団である。1784年にウィリアム・ハーシェルが発見した。年齢は120億歳近く、銀河系で最も古い既知の球状星団の1つとされている。